# NGC 249
NGC 249 je emisijska maglica u zviježđu Tukanu.

## Vanjske poveznice
- SEDS: NGC 0249